# 拉格兰哈
拉格兰哈，是西班牙埃斯特雷马杜拉卡塞雷斯省的一个市镇。总面积15平方公里，总人口411人（2001年），人口密度27人/平方公里。

## 夏宫
拉格兰哈是西班牙王室避暑的夏宫，又被称为“小凡尔赛”。1721年由菲利普五世所建。这位君王是法国太阳国王路易十四的孙子，生于凡尔赛宫。因祖母的关系继承了西班牙王位。他是因为怀念自己的故乡而下令修建这座宫殿的。
“小凡尔赛”的王宫内收藏有许多艺术品，尤其以壁毯和玻璃制品驰名于世。宫殿的中间部位保留了15世纪所建的圣伊尔德方索教堂，这也是“圣伊尔德方索”地名的来历。这里最迷人之处是花园和喷泉。花园占地1.45平方千米，树木葱茏，花草繁茂。园内共有大型石雕或铜塑的喷泉26座，还有人工瀑布飞驰而下，风景很美，与瓜达拉马山脉相互辉映。